# 薩溫齊 (特羅斯佳涅齊區)
48°28′39″N 29°3′16″E / 48.47750°N 29.05444°E
薩溫齊（烏克蘭語：Савинці），是烏克蘭的村落，位於該國西南部文尼察州，由海辛區負責管轄，始建於1680年，面積3平方公里，海拔高度191米，2001年人口1,022，人口密度每平方公里340.67人。